# Riencourt-lès-Cagnicourt
Riencourt-lès-Cagnicourt ist eine französische Gemeinde mit 249 Einwohnern (Stand 1. Januar 2022) im Arrondissement Arras des Départements Pas-de-Calais. Sie liegt im Kanton Brebières und ist Mitglied des Kommunalverbandes Osartis Marquion.
| Hendecourt-lès-Cagnicourt |         | Cagnicourt |
|                           | Kompass |            |
| Bullecourt                | Noreuil | Quéant     |

## Sehenswürdigkeiten

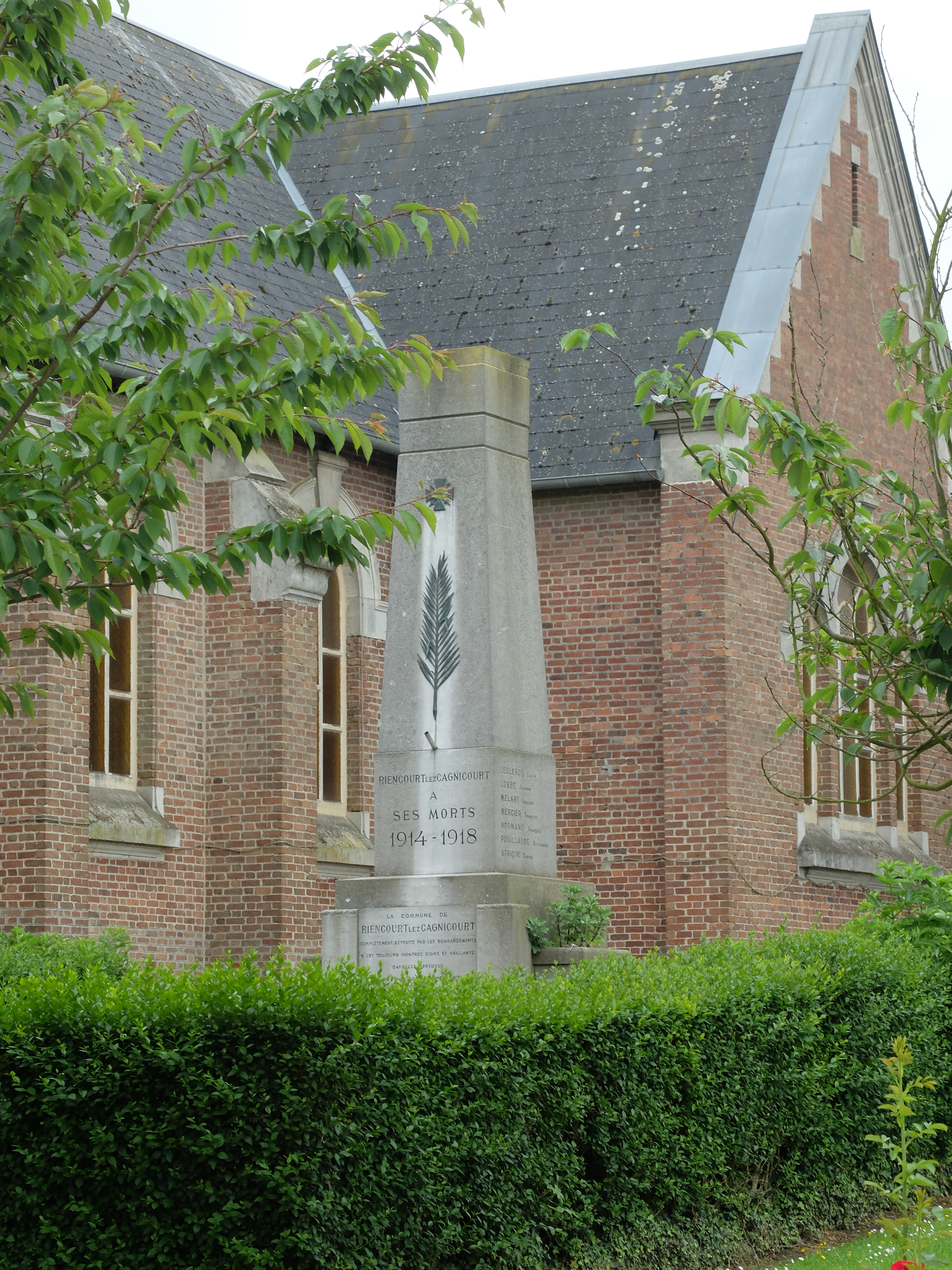
Kriegerdenkmal
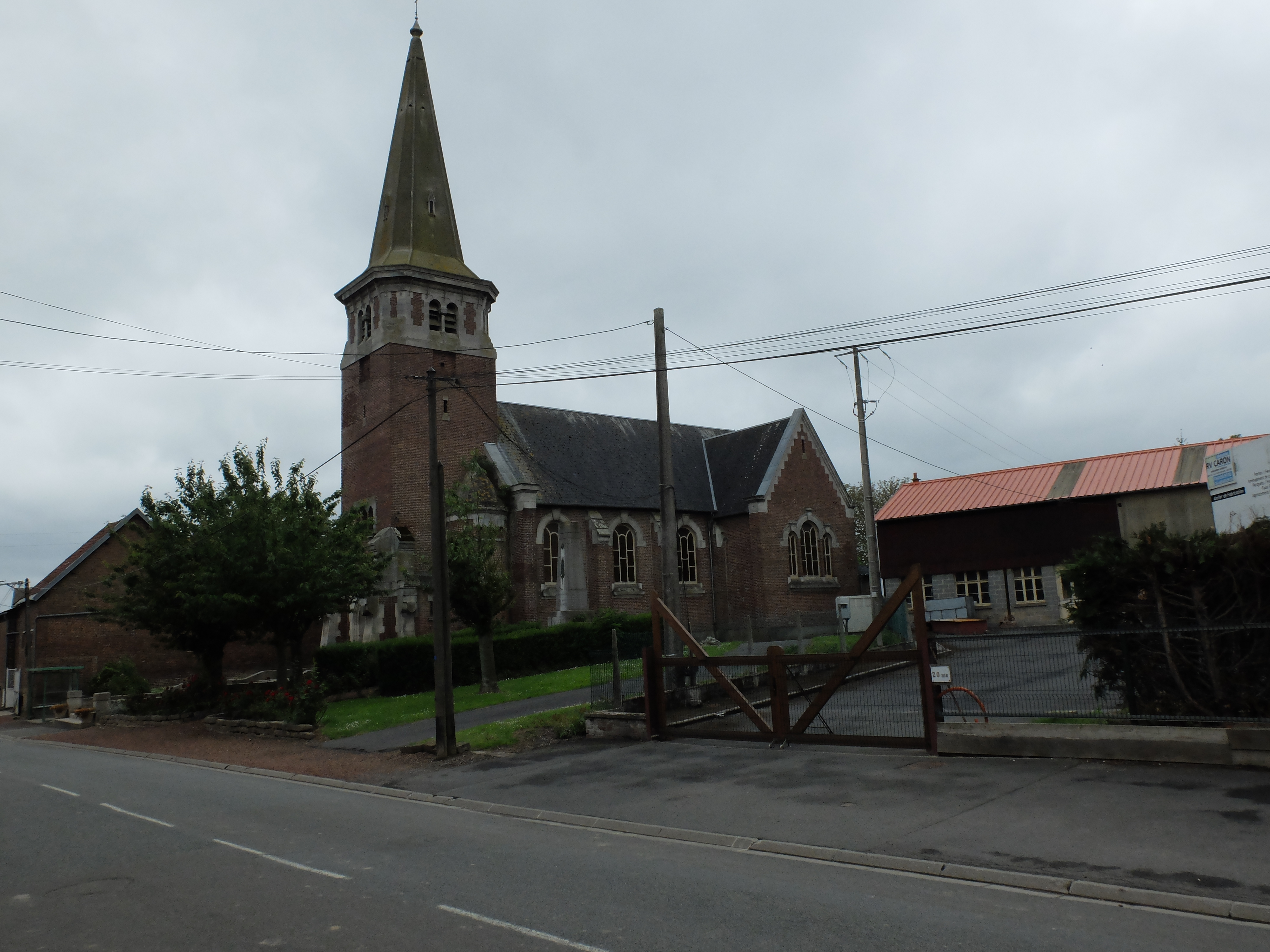
Kirche Saint-Vaast